# VU (revista)
VU va ser una revista setmanal francesa d'informació, creada i dirigida per Lucien Vogel, que es va editar entre el 21 de març de 1928 i el 29 de maig de 1940.
Va sorgir amb un disseny revolucionari per tractar-se d'un diari i, a més, va emprar el rotogravat, motiu pel qual va poder disposar d'impressions d'alta qualitat i respondre a la demanda de fotografies dels lectors. Vogel era coneixedor de l'estètica dels moviments artístics del seu temps, ja que havia estat comissari del pavelló soviètic en l'Exposició Internacional de les Arts Decoratives de 1925 a París, sent simpatitzant del constructivisme, cosa per la qual va donar a la revista una línia gràfica moderna amb format gran de 28 x 37 cm. i amb un logotip creat per Cassandre. Com a director artístic va tenir a Alexander Liberman.
La revista realitzava monogràfics d'actualitat amb gran quantitat de fotografies. Entre els fotògrafs que van participar es troben André Kertész, Brassaï, Germaine Krull, Robert Capa, Gerda Taro i Marcel Ichac.
En el camp ideològic era contrària al nazisme de Hitler, i per això va ser la primera revista francesa a parlar i mostrar els camps de concentració de Dachau i Oranienburg en la seva edició del 3 de maig de 1933. Les fotografies van ser preses per María Claude Vogel, filla de Lucien i futura esposa de Paul Vaillant-Couturier, escriptor i redactor cap de L'Humanité, i que posteriorment va ser deportat a Auschwitz i va poder testificar en els judicis de Nuremberg.
Poc abans de l'inici de la Segona Guerra Mundial Lucien Vogel va ser acomiadat pel desacord dels accionistes sobre l'orientació de la publicació, i especialment pel suport mostrat a la causa republicana espanyola. Després del seu acomiadament la revista no va aconseguir mantenir-se gaire temps.
VU va fer escola, i diverses revistes van seguir el seu model, entre les quals destaquen Regards, Le Miroir du monde, Photomonde, Voici, Voilà, Paris-Écran, La Vie illustrée, Les Illustrés de France, i posteriorment Paris Match i Life.